# Masami Nagasawa
Masami Nagasawa (長澤 まさみ?, Nagasawa Masami; Iwata, 3 giugno 1987) è un'attrice giapponese.

## Filmografia

### Cinema
- Kurosufaia, regia di Shūsuke Kaneko (2000)
- Nagoriyuki, regia di Nobuhiko Obayashi (2002)
- Yomigaeri, regia di Akihiko Shiota (2002)
- Ashura no gotoku, regia di Yoshimitsu Morita (2003)
- Robokon, regia di Tomoyuki Furumaya (2003)
- Gojira × Mosura × Mekagojira - Tōkyō SOS (Gojira tai Mosura tai Mekagojira Tōkyō Esu Ō Esu), regia di Masaaki Tezuka (2003)
- Sekai no chūshin de, ai o sakebu, regia di Isao Yukisada (2004)
- Shinkokyû no hitsuyô, regia di Tetsuo Shinohara (2004)
- Gojira - Final Wars (Gojira: Fainaru uôzu), regia di Ryūhei Kitamura (2004)
- Tatchi, regia di Isshin Inudô (2005)
- Rough, regia di Kentarô Ohtani (2006)
- Nada sô sô, regia di Nobuhiro Doi (2006)
- Sono toki wa kare ni yoroshiku, regia di Yûichirô Hirakawa (2007)
- Kakushi toride no san akunin, regia di Shinji Higuchi (2008)
- Detoroito Metaru Shiti, regia di Toshio Lee (2008)
- Gunjo (Gunjô: Ai ga shizunda umi no iro), regia di Yosuke Nakagawa (2009)
- Magare! Supûn, regia di Katsuyuki Motohiro (2009)
- Tida-kankan: Umi to sango to chiisana kiseki, regia di Toshio Lee (2010)
- Gaku, regia di Osamu Katayama (2011)
- Kiseki, regia di Hirokazu Kore'eda (2011)
- Bokutachi no koukan nikki, regia di Teruyoshi Uchimura (2013)
- Kiyoku yawaku, regia di Takehiko Shinjo (2013)
- Shiroi iki, regia di Shinji Kuma e Hiroshi Kurosaki (2013)
- Wood Job!: Kamusari nânâ nichijô, regia di Shinobu Yaguchi (2014)
- The Crossing, regia di John Woo (2014)
- Little Sister (Umimachi Diary), regia di Hirokazu Kore'eda (2015)
- The Crossing 2, regia di John Woo (2015)
- Ai amu a hîrô, regia di Shinsuke Sato (2015)
- Guddo môningu shô, regia di Ryôichi Kimizuka (2016)
- Kinmedaru otoko, regia di Teruyoshi Uchimura (2016)
- Tsuioku, regia di Yasuo Furuhata (2017)
- Sanpo suru shinryakusha, regia di Kiyoshi Kurosawa (2017)
- Gintama, regia di Yûichi Fukuda (2017)
- Uso wo aisuru onna, regia di Kazuhito Nakae (2017)
- 50-kai-me no fâsuto kisu: 50 First Kisses, regia di Yûichi Fukuda (2017)
- Bleach (Bleach: Burîchu), regia di Shinsuke Sato (2018)
- Gintama 2: Okite wa yaburu tame ni koso aru. regia di Yûichi Fukuda (2018)
- Masquerade Hotel (Masukarêdo hoteru), regia di Masayuki Suzuki (2019)
- Kingudamu, regia di Shinsuke Sato (2019)
- The Confidence Man JP: The Movie, regia di Ryô Tanaka (2019)
- Mother (MOTHER マザー), regia di Tatsushi Ômori (2020)
- The Confidence Man JP: Princess, regia di Ryô Tanaka (2020)
- Subarashiki sekai, regia di Miwa Nishikawa (2020)
- Detective Chinatown 3, regia di Sicheng Chen (2021)
- Masquerade Night, regia di Masayuki Suzuki (2021)
- The Confidence Man JP: Episode of the Hero, regia di Ryô Tanaka (2022)
- Shin Ultraman, regia di Shinji Higuchi (2022)
- Shin Kamen Rider, regia di Hideaki Anno (2023)
- April Come She Will, regia di Tomokazu Yamada (2024)

### Televisione
- Sakura – serie TV, 78 episodi (2002)
- Honto ni atta kowai hanashi – serie TV, episodio 1x05 (2004)
- Yasashii jikan – serie TV (2005)
- Hiroshima Shouwa 20-nen 8-gatsu 6-ka – film TV (2005)
- Dragon Zakura – serie TV (2005)
- Kômyô ga tsuji – serie TV, 6 episodi (2006)
- Sêrâ-fuku to kikanjû – serie TV, 7 episodi (2006)
- Akechi mitsuhide: Kami ni ai sarenakatta otoko – film TV (2007)
- Romeo and Juliet, regia di Tarô Ohtani – film TV (2007)
- Proposal daisakusen (Puropōzu daisakusen) – serie TV, 11 episodi (2007)
- Ganjisu gawa de batafurai, regia di Toshio Lee – film TV (2007)
- Hatachi no koibito – serie TV (2007)
- Proposal daisakusen SP (Puropôzu dai sakusen special), regia di Gaku Narita – film TV (2008)
- Last Friends (Rasuto furenzu) – serie TV, 10 episodi (2008)
- Garireo – serie TV, episodio 1x11 (2008)
- Fujiko F. Fujio no parareru supêsu – serie TV, episodio 1x01 (2008)
- Sôka, mô kimi wa inai no ka, regia di Nobuhiro Doi – film TV (2009)
- Boku no imôto – serie TV, 11 episodi (2009)
- Tenchijin – serie TV, 25 episodi (2009)
- Sotsu uta – serie TV (2010)
- Wagaya no rekishi – miniserie TV (2010)
- Gold – serie TV, episodio 1x09 (2010)
- Tare yori mo kimi wo aisu!, regia di Shôtarô Kobayashi – film TV (2011)
- Bunshin – serie TV, episodio 1x01 (2012)
- The Higashino Keigo Mysteries – miniserie TV (2012)
- Kôkô nyûshi – miniserie TV (2012)
- Onna Nobunaga – miniserie TV (2013)
- Summer Nude – serie TV, 6 episodi (2013)
- Toshi densetsu no onna – serie TV, 16 episodi (2012-2013)
- Chocolat – miniserie TV (2014)
- Wakamonotachi – miniserie TV (2014)
- Hajimari no hi – miniserie TV (2016)
- Sanadamaru – serie TV, 51 episodi (2016)
- Kimi ni sasageru Emblem, regia di Masaki Nishiura – film TV (2017)
- The Confidence Man JP – miniserie TV (2018)
- Dragon Zakura – serie TV, 21 episodi (2005-2021)